# Braziliaans Instituut voor Milieu en Hernieuwbare Natuurlijke Hulpbronnen
Het Braziliaanse Instituut voor Milieu en Hernieuwbare Natuurlijke Hulpbronnen (Portugees: Instituto Brasileiro do Meio Ambiente e dos Recursos Naturais Renováveis, IBAMA) is een Braziliaanse overheidsinstantie. Het valt onder het Ministerie van Milieu.
De organisatie, opgericht op 22 februari 1989, houdt zich bezig met het in stand houden van de natuur in Brazilië. Zo hielp IBAMA onder meer mee met het redden van Spix' ara, die in het wild is uitgestorven.

## ICMBio
In 2007 werden IBAMA-sectoren die verantwoordelijk zijn voor het beheer van de beschermde gebieden ondergebracht bij het ICMBio, het Chico Mendes Instituut voor Biodiversiteitsbehoud. Dit instituut valt ook onder het ministerie van Milieu. IBAMA is verantwoordelijk voor milieu-vergunningverlening en handhaving op het federale niveau, terwijl ICMBio verantwoordelijk is voor het beheer van de federale beschermde gebieden zoals nationale parken, ecologische stations, Environmental Protection Areas en de inspectie en vergunningen voor deze gebieden.